# Uven-tåget
UVEN-tåget, eller "Uven", är ett inofficiellt namn på regionaltågslinjen Uppsala–Sala–Västerås–Eskilstuna–Katrineholm-Norrköping–Linköping. Sträckan är en del av Mälardalstrafiks linjenät, som marknadsförs under namnet Mälartåg. År 2012 slutade UVEN-tågen trafikera den tidigare slutstationen Uppsala och sträckan togs över av Upptåget. När Upptåget blev en del av Mälartåg 2022 återkom trafiken Uppsala–Sala–Västerås–Eskilstuna.

## Översikt
Tåget har fått sitt smeknamn efter initialerna i städerna Uppsala, Västerås, Eskilstuna och Norrköping, UVEN. 
Banorna som används är till stora delar enkelspåriga och följer en lång sträcka järnvägslinjen Sala–Oxelösund. Tågen kör på Mälarbanans dubbelspår mellan Västerås Norra och Kolbäck samt de dubbelspåriga Västra och Södra stambanorna mellan Flen och Linköping.
Sedan 2008 går tågen vidare till Linköping. 
Trafiken är upphandlad av Mälardalstrafik sedan 2009 och finansieras av Region Östergötland, Region Sörmland och Region Västmanland och Region Uppsala. Linjen stöddes tidigare av Rikstrafiken vars avtal löpte ut den 13 juni 2009. Trafiken uppfyllde inte Rikstrafikens nya regler för tillgänglighet och avtalet med SJ förnyades inte. När trafiken skulle upphöra gick länstrafikbolagen in med egna subventioner.
Trafiken kördes mellan 2009 och 2021 av SJ. De körde trafiken som en tjänstekoncession, vilket innebär att de skötte försäljning och prissättning och erhöll biljettintäkterna. Från och med 12 december 2021 utförde MTR Mälartåg trafiken på ett åttaårigt avtal. Detta avtal är ett produktionsavtal där MTR utför trafiken, medan Mälardalstrafik själva sköter försäljning och prissättning.   
Från den 16 juni 2024 utförs trafiken av Transdev på uppdrag av Mälardalstrafik.
Linjen trafikeras främst med motorvagnar av typ ER1, men även Regina-motorvagnar förekommer. Fordonen tillhandahålls av Mälardalstrafik.